# Chrysomantis royi
Chrysomantis royi är en bönsyrseart som beskrevs av Scott LaGreca och Atilio Lombardo 1987. Chrysomantis royi ingår i släktet Chrysomantis och familjen Hymenopodidae. Inga underarter finns listade i Catalogue of Life.